# Spacehog
Gli Spacehog sono un gruppo rock inglese fondato nel 1994 e attivo prima fino al 2002 e poi dal 2008. Fu costituito a New York, ma i suoi membri sono originari di Leeds.

## Storia
Antony Langdon incontrò Cragg per caso, in un bar dove Cragg lavorava come derattizzatore. Poco dopo Royston, fratello di Antony, si unì ai due e si formarono gli Spacehog. Quando venne meno il chitarrista originario, Jonny Cragg chiamò a far parte della band l'amico Richard Steel. Nel 1994 il gruppo firmò per la Sire Records. Il 24 ottobre 1995 gli Spacehog lanciarono l'album di debutto, Resident Alien.

## Discografia

### Album
- Resident Alien (Sire, 1995) Stati Uniti d'America #49 Gold, Regno Unito #40, Australia #50[2]
- The Chinese Album (Sire, 1998) #126 Regno Unito
- The Hogyssey (Artemis, 2001) US Top Independent Albums #21

### EP
- Hamsters of Rock (Sire, 1996)
- Four Future Tracks (Artemis, 2001)

### Singoli
| Anno | Titolo               | Pos. picco nelle chart | Pos. picco nelle chart | Pos. picco nelle chart | Pos. picco nelle chart | Pos. picco nelle chart | Pos. picco nelle chart | Pos. picco nelle chart | Album             |
| Anno | Titolo               | US                     | US Main.               | US Alt.                | UK                     | AUS                    | NZ                     | SWE                    | Album             |
| ---- | -------------------- | ---------------------- | ---------------------- | ---------------------- | ---------------------- | ---------------------- | ---------------------- | ---------------------- | ----------------- |
| 1996 | "In the Meantime"    | 32                     | 1                      | 2                      | 29                     | 40                     | 45                     | 36                     | Resident Alien    |
| 1996 | "Cruel to Be Kind"   | —                      | 29                     | —                      | —                      | —                      | —                      | —                      | Resident Alien    |
| 1996 | "Space Is The Place" | —                      | —                      | —                      | 145                    | —                      | —                      | —                      | Resident Alien    |
| 1998 | "Mungo City"         | —                      | 19                     | 21                     | 82                     | —                      | —                      | —                      | The Chinese Album |
| 1998 | "Carry On"           | —                      | —                      | —                      | 43                     | —                      | —                      | —                      | The Chinese Album |
| 2001 | "I Want to Live"     | —                      | 23                     | —                      | —                      | —                      | —                      | —                      | The Hogyssey      |